# Rhagomys
Rhagomys (Thomas, 1917) è un genere di roditori della famiglia dei Cricetidi.

## Descrizione

### Dimensioni
Al genere Rhagomys appartengono roditori di piccole dimensioni, con lunghezza della testa e del corpo tra 72 e 103 mm, la lunghezza della coda tra 75 e 112 mm e un peso fino a 35 g.

### Caratteristiche craniche e dentarie
Il cranio presenta un rostro corto ed ottuso, la scatola cranica tondeggiante, la bolla timpanica piccola e i fori palatali corti e stretti. Gli incisivi superiori sono opistodonti, ovvero con le punte rivolte verso l'interno della bocca, i molari hanno le cuspidi ben sviluppate.
Sono caratterizzati dalla seguente formula dentaria:

### Aspetto
La pelliccia può essere soffice oppure spinosa, le parti dorsali sono arancioni brillanti con la base dei peli grigiastra o bruno-olivastre, mentre le parti ventrali sono leggermente più chiare. Il muso è corto. Le vibrisse sono molto lunghe. Le orecchie sono corte e densamente ricoperte di corti peli bruno-rossicci. I piedi sono larghi, con le piante prive di peli e provviste di grossi cuscinetti carnosi. L'alluce presenta un'unghia appiattita, caratteristica unica tra tutti i Sigmodontini e presente soltanto in alcuni Muridi, mentre il quinto dito è insolitamente allungato. La coda è leggermente più corta della testa e del corpo e termina con un piccolo ciuffo di peli. Le femmine hanno tre paia di mammelle.

## Distribuzione
Il genere è diffuso in maniera frammentata  nell'Ecuador e nel Perù sud-orientali, nella Bolivia centro-occidentale e nel Brasile centrale e sud-orientale.

## Tassonomia
Il genere comprende 3 specie:
- La pelliccia è spinosa
  - Rhagomys longilingua
  - Rhagomys septentrionalis
- La pelliccia è soffice
  - Rhagomys rufescens